# Steinkiste von La Guette
Die 1982 entdeckte Steinkiste von La Guette (französisch Coffre mégalithique de la Guette) liegt in einem Kastaniengehölz in der Nähe des Dorfes La Guette, auf den Höhen des Val sans retour (deutsch Tal ohne Wiederkehr) in Paimpont, im Westen des Département Ille-et-Vilaine in der Bretagne in Frankreich. Sie ist ein kleines bronzezeitliches (etwa 2000 v. Chr.) Einzelgrab. Die Megalithanlage wurde von Michel Cabaret, Student der Universität von Rennes entdeckt. Eine unvollständige Ausgrabung wurde von Jacques Briard im selben Jahr vorgenommen, um einen Plan zu erstellen.

Val sans retour - Tal ohne Wiederkehr

Die gestörte Steinkiste besteht aus sechs Platten und kleineren Steinen. Die inneren Abmessungen betragen etwa 2,0 × 1,0 Meter, wobei die Breite aufgrund der Anordnung im Ostteil variiert. Der sichtbare Teil der Kammer hat etwa 50 cm Höhe. Die Nordseite enthält eine 40 cm breite Platte und kleinere Elemente. Die Westseite besteht aus einem Block von 1,65 m Länge und 30 cm Dicke, der nach innen geneigt ist. Seine sichtbare Höhe liegt bei 60 cm. Die Ostwand besteht aus drei Platten: von 75, 70 und 85 cm. Die Südwand enthält die sechste Platte. Die Kiste scheint von einem kleinen Hügel umgeben zu sein. Die Anordnung der Platten erinnert an das Haus der Viviane, das sich etwa 500 Meter südwestlich befindet. Die Steinkiste wurde wahrscheinlich in der Vergangenheit von Raubgräbern ausgegraben. Es fehlt die Decke, die aus einer Platte oder einem Kraggewölbe bestanden haben könnte. Die Oberflächenabtragung ergab einen kleinen Cairn aus Schieferplatten mit einem Durchmesser von etwa 3,5 m.
Jacques Briard entdeckt ein Keramikfragment, das die Kiste von ihren armorikanischen Ebenbildern unterscheidet. Diese Entdeckung verfeinerte die Datierung. Unter den Steinen im Zentrum lagen einige zweifellos glockenbecherförmige Scherben. Eine trägt eine feine rote Paste im Dekor. Eine Kiste in der Glockenbecherkultur in der oberen Bretagne ist äußerst selten. Bisher konnten der Kultur nur schuppenartige Scherben in der Nähe der Allée couverte von La Maison des Feins und vielleicht diejenigen in einer der drei Steinkisten im Tumulus von Kerbernard südlich von Pluguffan im Département Finistère zugeordnet werden.